# Campionati europei di ciclismo su strada 2007 - Cronometro maschile Junior
La cronometro maschile Junior dei Campionati europei di ciclismo su strada 2007, terza edizione della prova, si disputò su un percorso di 24 km, con arrivo a Sofia, in Bulgaria. La medaglia d'oro fu appannaggio del russo Ilnur Zakarin, il quale completò il percorso con il tempo di 31'06", alla media di 46,3 km/h; l'argento andò al polacco Michał Kwiatkowski e bronzo all'altro polacco Piotr Gawronski.
34 ciclisti portarono a termine la competizione.

## Ordine d'arrivo (Top 10)
| Pos. | Corridore          | Squadra     | Tempo   |
| ---- | ------------------ | ----------- | ------- |
| 1    | Ilnur Zakarin      | Russia      | 31'06"  |
| 2    | Michał Kwiatkowski | Polonia     | a 19"   |
| 3    | Piotr Gawronski    | Polonia     | a 28"   |
| 4    | Fabien Taillefer   | Francia     | a 34"   |
| 5    | Andrei Krasilnikau | Bielorussia | a 38"   |
| 6    | Alfredo Balloni    | Italia      | a 41"   |
| 7    | Nelson Oliveira    | Portogallo  | a 1'07" |
| 8    | Diego Ulissi       | Italia      | a 1'11" |
| 9    | Edgaras Kovaliovas | Lituania    | a 1'12" |
| 10   | Jonas Ahlstrand    | Svezia      | a 1'13" |